# وحي
الوَحْيُ (الجمع: وُحِيٌّ) ورد في أساس البلاغة تحت الجذر وحي ما نصه:
- وحي: أوحي إليه وأومي بمعنًى، ووحيت إليه وأوحيت إذا كلّمته بما تخفيه عن غيره، وأوحى الله إلى أنبيائه. «وأوحى ربك إلى النّحل».
- وحى وحيا: كتب. قال رؤبة: لقدرٍ كان وحاه الواحي.

يقال: الوحا الوحا والوحاك الوحاك: في الاستعجال،
- توحّى: أسرع. قال الأعشى:

- استوحيته: استعجلته.
- استوح لي بني فلان ما خبرهم: استخبرهم.

## الغرض
وفقًا للعالم الإسلامي محمد شافع، فقد خلق الله ثلاثة وسائل يتلقى الإنسان من خلالها المعرفة: الحواس، والقدرة على التفكير، والوحي الإلهي؛ والثالثة هي التي تتناول القضايا الليتورجية والأخروية، وتجيب على الأسئلة المتعلقة بغرض الله من خلق البشرية، وتعمل كدليل للبشرية لاختيار الطريق الصحيح. في العقيدة الإسلامية، انتهت سلسلة الوحي الإلهي مع محمد.

## طريقة النزول
فيما يتعلق بالوحي الذي تلقاه محمد، تذكر المصادر الإسلامية طرقًا مختلفة يعتقدون أن الوحي نزل بها عليه. وقد لخص العالم الإسلامي محمد شافع خمس طرق للنزول. الطريقة الشائعة هي أن محمد كان يسمع صوتًا يشبه «رنين جرس»، وبعد ذلك يجد الرسالة محفوظة في ذاكرته. في بعض الأحيان، كان الملاك يأتي في شكل بشري. ظهر جبريل في شكله الحقيقي. مرة واحدة، في ليلة المعراج، يُعتقد أن محمد تحدث مباشرة مع الله. في الطريقة الخامسة، كان جبريل يدع الوحي يدخل قلب محمد.

## الوحي في اللّغة
هو الإعلام السريع الخفي.

## الوحي في المصطلح الإسلامي
هو كما قال مرتضى العسكري: كلمة اللّه  التي يلقيها إلى أنبيائه ورسله بسماع كلام اللّه  دونما رؤيته  مثل تكليمه موسى بن عمران ، أو بنزول ملك يشاهده الرّسول ويسمعه مثل تبليغ جبرائيل  لخاتم الأنبياء ، أو بالرؤيا في المنام مثل رؤيا إبراهيم  في المنام أنه يذبح ابنه إسماعيل ، أو بأنواع أخرى لا يبلغ إدراكها علمنا.
قال الشيخ محمد هادي معرفة في موسوعته القرآنية القيمة ما ملخصه: " وبما أنّ الوحي ظاهرة روحيّة، فإنّه بأيّ أقسامه اتفق فإنّما كان مهبطه قلب رسول الله ، أي شخصيّته الباطنة ـ الروح ـ.
وقال الله : ﴿قُلْ مَنْ كَانَ عَدُوًّا لِجِبْرِيلَ فَإِنَّهُ نَزَّلَهُ عَلَى قَلْبِكَ بِإِذْنِ اللَّهِ مُصَدِّقًا لِمَا بَيْنَ يَدَيْهِ وَهُدًى وَبُشْرَى لِلْمُؤْمِنِينَ ۝٩٧﴾ [البقرة:97]. وقال : ﴿نَزَلَ بِهِ الرُّوحُ الْأَمِينُ ۝١٩٣ عَلَى قَلْبِكَ لِتَكُونَ مِنَ الْمُنْذِرِينَ ۝١٩٤﴾ [الشعراء:193–194]، والقلب هو لبّ الشيء وحقيقته الأصلية ".
وقال محمد حسين الطباطبائي في مسألة نزول القرآن على قلب الرسول  " وهذا إشارة إلى كيفيّة تلقّيه  القرآن النازل عليه، وأنّ الذي كان يتلقاه من الروح هي نفسه الكريمة من غير مشاركة الحواسّ الظاهرة التي هي أدوات لإدراكات جزئيّة خارجيّة. فكان  يرى شخص الملَك ويسمع صوت الوحي، ولكن لا بهذه يسمع أو يبصر هو دون غيره، فكان يأخذه برحاء الوحي، وهو بين الناس فيوحي إليه ولا يشعر الآخرون الحاضرون.. ".